# Tlajomulco de Zúñiga
Tlajomulco de Zúñiga (eller bara Tlajomulco) är en stad i västra Mexiko och är belägen i delstaten Jalisco. Staden ingår i Guadalajaras storstadsområde och har 21 092 invånare (2007). Hela kommunen har 249 864 invånare (2007) på en yta av 704 km². Kommunen Tlajomulco de Zúñiga omfattar ett antal orter som är jämnstora eller till och med större än centralorten, med Hacienda Santa Fe som den största med 31 132 invånare (2007). 